# Cymru Premier 2024-25
La Cymru Premier 2024-25 (conocida como JD Cymru Premier por razones de patrocinio) fue la edición número 33 de la Cymru Premier. La temporada comenzó el 9 de agosto de 2024 y terminó el 18 de mayo de 2025.
El The New Saints fue el campeón defensor de la competición tras obtener su título número 16 la temporada anterior.

## Sistema de competición
Los 12 equipos jugarán entre sí todos contra todos dos veces totalizando 22 fechas al término de las cuales los equipos se dividirán en dos grupos. El Grupo campeonato lo integrarán los seis primeros de la fase regular, mientras que el Grupo descenso lo integrarán los seis últimos; dentro de cada grupo los equipos jugarán entre sí todos contra todos dos veces totalizando 10 fechas más. Los equipos mantendrán el mismo puntaje conseguido en la Fase Regular dentro de cada grupo, por lo que al final de la temporada cada club jugará 32 fechas.
El primer clasificado del Grupo campeonato se clasificará a la primera ronda de la Liga de Campeones 2025-26.Mientras que los equipos clasificados desde el segundo lugar hasta el último del Grupo campeonato más el primer clasificado del Grupo descenso jugarán los Play-offs por un cupo en la primera ronda de la Liga Conferencia 2025-26. Los dos últimos clasificados del Grupo descenso descendieron a la FAW Championship 2025-26.
Un tercer cupo para la Liga Conferencia 2025-26 le será asignado al campeón de la Copa de Gales.

## Equipos participantes
| Club                   | Ciudad        | Estadio               | Capacidad |
| ---------------------- | ------------- | --------------------- | --------- |
| Aberystwyth Town       | Aberystwyth   | Park Avenue           | 5.000     |
| Bala Town              | Bala          | Maes Tegid            | 3.000     |
| Barry Town             | Barry         | Jenner Park Stadium   | 2.650     |
| Briton Ferry Llansawel | Briton Ferry  | Old Road              | 2.000     |
| Caernarfon Town        | Caernarfon    | The Oval              | 3.000     |
| Cardiff MU             | Cardiff       | Cyncoed Campus        | 1.620     |
| Connah's Quay Nomads   | Connah's Quay | Deeside Stadium       | 420       |
| Flint Town             | Flint         | Essity Stadium        | 1.000     |
| Haverfordwest County   | Haverfordwest | Bridge Meadow Stadium | 2.467     |
| Newtown                | Newtown       | Latham Park           | 5.000     |
| Pen-y-Bont             | Bridgend      | Bryntirion Stadium    | 3.000     |
| The New Saints         | Oswestry      | Park Hall             | 2.000     |

## Temporada regular

### Clasificación
| Pos. | Equipo                          | Pts. | PJ | G  | E  | P  | GF | GC | Dif. | Clasificación 2024-25    |
| ---- | ------------------------------- | ---- | -- | -- | -- | -- | -- | -- | ---- | ------------------------ |
| 1    | The New Saints                  | 51   | 22 | 17 | 0  | 5  | 61 | 26 | +35  | Ronda por el campeonato  |
| 2    | Pen-y-Bont                      | 50   | 22 | 15 | 5  | 2  | 42 | 16 | +26  | Ronda por el campeonato  |
| 3    | Haverfordwest County            | 40   | 22 | 11 | 7  | 4  | 29 | 11 | +18  | Ronda por el campeonato  |
| 4    | Caernarfon Town                 | 34   | 22 | 10 | 4  | 8  | 35 | 35 | 0    | Ronda por el campeonato  |
| 5    | Bala Town                       | 32   | 22 | 7  | 11 | 4  | 28 | 21 | +7   | Ronda por el campeonato  |
| 6    | Cardiff Metropolitan University | 32   | 22 | 9  | 5  | 8  | 32 | 29 | +3   | Ronda por el campeonato  |
| 7    | Barry Town                      | 30   | 22 | 8  | 6  | 8  | 32 | 38 | −6   | Ronda por la permanencia |
| 8    | Connah's Quay Nomads            | 26   | 22 | 7  | 5  | 10 | 32 | 26 | +6   | Ronda por la permanencia |
| 9    | Briton Ferry Llansawel          | 21   | 22 | 6  | 3  | 13 | 33 | 45 | −12  | Ronda por la permanencia |
| 10   | Flint Town                      | 20   | 22 | 6  | 2  | 14 | 27 | 47 | −20  | Ronda por la permanencia |
| 11   | Newtown                         | 19   | 22 | 5  | 4  | 13 | 24 | 46 | −22  | Ronda por la permanencia |
| 12   | Aberystwyth Town                | 14   | 22 | 4  | 2  | 16 | 18 | 53 | −35  | Ronda por la permanencia |

Actualizado a los partidos jugados el 17 de enero de 2025.
 Fuente: SoccerWay

### Resultados
| Local \ Visitante               | ABE | BAL | BAR | BRI | CAE | CMU | CON | FLI | HAV | NEW | PEN | TNS |
| ------------------------------- | --- | --- | --- | --- | --- | --- | --- | --- | --- | --- | --- | --- |
| Aberystwyth Town                | —   | 0–0 | 1–0 | 1–6 | 3–1 | 1–2 | 1–1 | 0–2 | 0–3 | 3–1 | 0–3 | 2–4 |
| Bala Town                       | 3–0 | —   | 3–1 | 2–0 | 0–2 | 0–1 | 0–0 | 2–0 | 0–2 | 2–2 | 1–2 | 1–0 |
| Barry Town                      | 1–0 | 1–1 | —   | 3–1 | 1–1 | 2–1 | 3–2 | 3–2 | 1–1 | 1–2 | 1–2 | 1–4 |
| Briton Ferry Llansawel          | 4–0 | 2–2 | 0–0 | —   | 0–1 | 1–5 | 1–5 | 1–1 | 1–2 | 2–1 | 0–2 | 3–1 |
| Caernarfon Town                 | 1–4 | 0–0 | 3–2 | 3–2 | —   | 1–2 | 3–1 | 3–0 | 1–2 | 1–2 | 1–5 | 2–5 |
| Cardiff Metropolitan University | 3–0 | 3–3 | 1–1 | 1–3 | 1–2 | —   | 2–1 | 2–0 | 0–0 | 2–1 | 1–1 | 0–2 |
| Connah's Quay Nomads            | 3–0 | 0–2 | 1–2 | 2–1 | 1–1 | 1–0 | —   | 7–2 | 0–1 | 1–1 | 0–1 | 1–2 |
| Flint Town                      | 3–0 | 2–2 | 1–2 | 2–1 | 1–2 | 1–2 | 0–1 | —   | 1–0 | 2–0 | 0–1 | 1–4 |
| Haverfordwest County            | 1–0 | 0–0 | 1–1 | 5–1 | 0–0 | 1–0 | 0–0 | 4–1 | —   | 3–0 | 0–0 | 0–1 |
| Newtown                         | 4–1 | 0–0 | 2–4 | 1–0 | 0–4 | 2–1 | 0–3 | 2–4 | 0–2 | —   | 1–2 | 1–6 |
| Pen-y-Bont                      | 5–1 | 1–1 | 4–1 | 0–1 | 2–0 | 2–2 | 1–0 | 3–1 | 1–0 | 0–0 | —   | 2–1 |
| The New Saints                  | 2–0 | 2–3 | 4–0 | 5–2 | 1–2 | 3–0 | 2–1 | 5–0 | 2–1 | 2–1 | 3–2 | —   |

## Ronda por el Campeonato
| Pos. | Equipo                          | Pts. | PJ | G  | E  | P  | GF | GC | Dif. | Clasificación 2025-26                       |
| ---- | ------------------------------- | ---- | -- | -- | -- | -- | -- | -- | ---- | ------------------------------------------- |
| 1    | The New Saints (C)              | 78   | 32 | 26 | 0  | 6  | 89 | 31 | +58  | Primera Ronda de la Liga de Campeones       |
| 2    | Pen-y-Bont                      | 64   | 32 | 19 | 7  | 6  | 56 | 32 | +24  | Primera ronda de la Liga Europa Conferencia |
| 3    | Haverfordwest (O)               | 51   | 32 | 13 | 12 | 7  | 39 | 26 | +13  | Play-offs para la Liga Conferencia          |
| 4    | Caernarfon Town                 | 48   | 32 | 14 | 6  | 12 | 53 | 51 | +2   | Play-offs para la Liga Conferencia          |
| 5    | Cardiff Metropolitan University | 44   | 32 | 12 | 8  | 12 | 43 | 46 | −3   | Play-offs para la Liga Conferencia          |
| 6    | Bala Town                       | 37   | 32 | 8  | 13 | 11 | 38 | 43 | −5   | Play-offs para la Liga Conferencia          |

Actualizado a los partidos jugados el 19 de abril de 2025.
 Fuente: SoccerWay

## Ronda por la permanencia

### Clasificación
| Pos. | Equipo               | Pts. | PJ | G  | E | P  | GF | GC | Dif. | Clasificación 2025-26               |
| ---- | -------------------- | ---- | -- | -- | - | -- | -- | -- | ---- | ----------------------------------- |
| 1    | Barry Town           | 52   | 32 | 15 | 7 | 10 | 55 | 51 | +4   | Play-offs para la Liga Conferencia  |
| 2    | Connah's Quay Nomads | 45   | 32 | 13 | 6 | 13 | 47 | 35 | +12  |                                     |
| 3    | Flint Town United    | 42   | 32 | 13 | 3 | 16 | 48 | 62 | −14  |                                     |
| 4    | Briton Ferry         | 32   | 32 | 9  | 5 | 18 | 46 | 65 | −19  |                                     |
| 5    | Newtown (D)          | 26   | 32 | 6  | 8 | 18 | 36 | 65 | −29  | Descenso a FAW Championship 2025-26 |
| 6    | Aberystwyth Town (D) | 21   | 32 | 6  | 3 | 23 | 28 | 71 | −43  | Descenso a FAW Championship 2025-26 |

Actualizado a los partidos jugados el 19 de abril de 2025.
 Fuente: SoccerWay

## Play-offs para la Liga Conferencia
|  | Primera ronda       | Primera ronda                   | Primera ronda       |                                 |       | Semifinal          | Semifinal          | Semifinal          |  |   | Final              | Final              | Final              |  |
|  | 26 de abril de 2025 | 26 de abril de 2025             | 26 de abril de 2025 |                                 |       | 11 de mayo de 2025 | 11 de mayo de 2025 | 11 de mayo de 2025 |  |   | 18 de mayo de 2025 | 18 de mayo de 2025 | 18 de mayo de 2025 |  |
|  |                     |                                 |                     |                                 |       |                    |                    |                    |  |   |                    |                    |                    |  |
|  |                     |                                 |                     |                                 |       |                    |                    |                    |  |   |                    |                    |                    |  |
|  | 4                   | Caernarfon Town                 | 5                   |                                 |       |                    |                    |                    |  |   |                    |                    |                    |  |
|  | 4                   | Caernarfon Town                 | 5                   |                                 |       |                    |                    |                    |  |   |                    |                    |                    |  |
|  | 7                   | Barry Town                      | 2                   |                                 |       |                    |                    |                    |  |   |                    |                    |                    |  |
|  | 7                   | Barry Town                      | 2                   |                                 | 4     | Caernarfon         | 0 (4)              |                    |  |   |                    |                    |                    |  |
|  |                     |                                 |                     |                                 | 4     | Caernarfon         | 0 (4)              |                    |  |   |                    |                    |                    |  |
|  |                     |                                 | 5                   | Cardiff Metropolitan University | 0 (2) |                    |                    |                    |  |   |                    |                    |                    |  |
|  | 5                   | Cardiff Metropolitan University | 5                   | Cardiff Metropolitan University | 0 (2) | 1                  |                    |                    |  |   |                    |                    |                    |  |
|  | 5                   | Cardiff Metropolitan University |                     |                                 |       |                    |                    |                    |  |   |                    |                    |                    |  |
|  | 6                   | Bala Town Football Club         | 0                   |                                 |       |                    |                    |                    |  |   |                    |                    |                    |  |
|  | 6                   | Bala Town Football Club         | 0                   |                                 |       |                    |                    |                    |  | 3 | Haverfordwest      | 3                  |                    |  |
|  |                     |                                 |                     |                                 |       |                    |                    |                    |  | 3 | Haverfordwest      | 3                  |                    |  |
|  |                     |                                 | 4                   | Caernarfon Town                 | 1     |                    |                    |                    |  |   |                    |                    |                    |  |
|  |                     |                                 | 4                   | Caernarfon Town                 | 1     |                    |                    |                    |  |   |                    |                    |                    |  |
|  |                     |                                 |                     |                                 |       |                    |                    |                    |  |   |                    |                    |                    |  |
|  |                     |                                 |                     |                                 |       |                    |                    |                    |  |   |                    |                    |                    |  |
|  |                     |                                 |                     |                                 |       |                    |                    |                    |  |   |                    |                    |                    |  |
|  |                     |                                 |                     |                                 |       |                    |                    |                    |  |   |                    |                    |                    |  |
|  |                     |                                 |                     |                                 |       |                    |                    |                    |  |   |                    |                    |                    |  |
|  |                     |                                 |                     |                                 |       |                    |                    |                    |  |   |                    |                    |                    |  |
|  |                     |                                 |                     |                                 |       |                    |                    |                    |  |   |                    |                    |                    |  |
|  |                     |                                 |                     |                                 |       |                    |                    |                    |  |   |                    |                    |                    |  |
|  |                     |                                 |                     |                                 |       |                    |                    |                    |  |   |                    |                    |                    |  |
|  |                     |                                 |                     |                                 |       |                    |                    |                    |  |   |                    |                    |                    |  |

## Goleadores
- Actualizado al 18 de mayo de 2025[4]

| Puesto | Jugador        | Club                 | Goles |
| ------ | -------------- | -------------------- | ----- |
| 1      | Louis Lloyd    | Caernarfon Town      | 22    |
| 2      | James Crole    | Penybont             | 16    |
| 3      | Oliver Hulbert | Barry Town           | 15    |
| 3      | Rhys Hughes    | Connah's Quay Nomads | 15    |
| 5      | Aramide Oteh   | The New Saints       | 13    |
| 5      | Benjamin Ahmun | Haverfordwest        | 13    |